# Транспорт в Астрахани
Астрахань — административный центр Астраханской области.

## Автомобильный транспорт

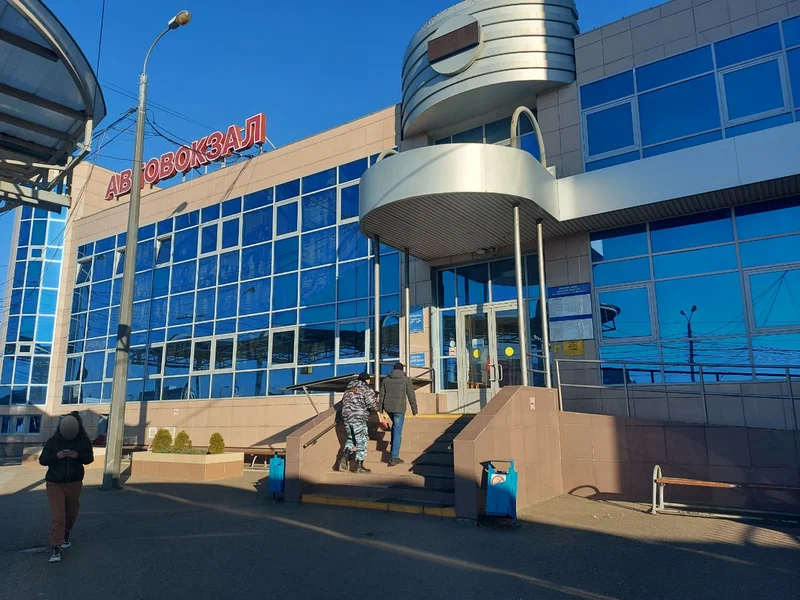
Автовокзал Астрахани

В Астрахани 1 автовокзал и 8 автостанций. Астраханский центральный автовокзал начал функционировать в 1966 году. До 27 июля 1999 года автовокзал был расположен в здании собора Святого Владимира. После возвращения собора Русской православной церкви, автовокзал переехал на Привокзальную площадь. В 2008—2010 годах построено новоге здание автовокзала.
Через Астрахань проходят следующие автомобильные трассы:
- Федеральная автомобильная дорога Р22 «Каспий» (Москва — Кашира — Волгоград — Астрахань) (Коридор «Север-Юг»)
- Трасса Р215 (Астрахань — Махачкала)
- Трасса Р216 (Астрахань — Элиста — Ставрополь)
- Международный транспортный коридор E 40 (Астрахань — Атырау (Казахстан)) (Коридор «Запад-Восток»)

В настоящее время завершен первый этап строительства восточного обхода г. Астрахань, соединяющего коридоры E40 «Запад-Восток» и Р22 «Север-Юг».

## Водный транспорт

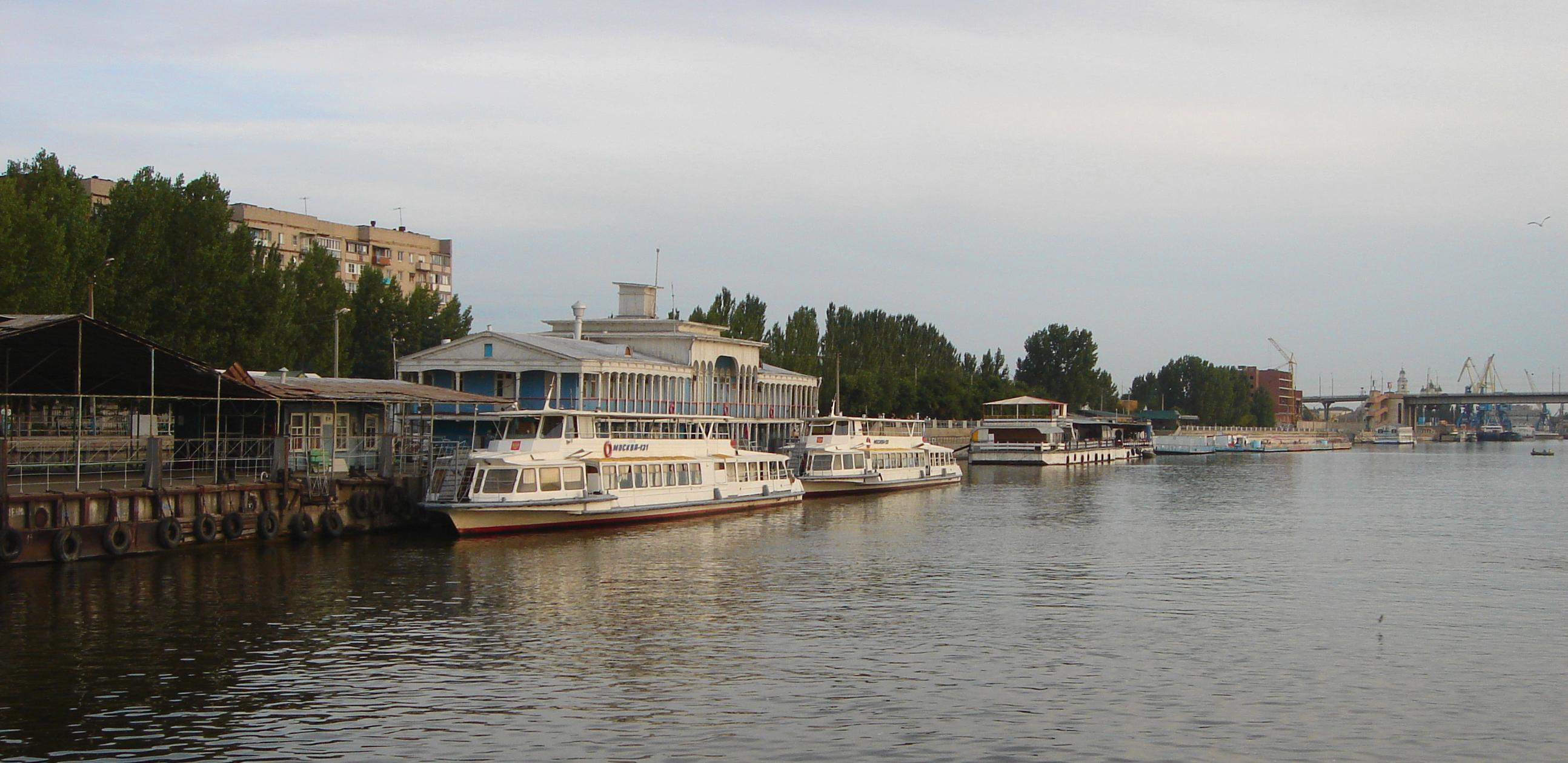
Комсомольская набережная. 2007 год

В Астрахани имеются несколько портовых терминалов, рассчитанных как на речные грузоперевозки, так и на погрузку-выгрузку судов, прибывающих со стороны Каспийского моря. На Петровской набережной, в промежутке от улицы Анатолия Сергеева до бывшего эллинга расположены причалы для стоянки круизных судов, прибывающих в Астрахань из городов выше по течению. Судоходными компаниями предлагаются к продаже круизные туры в Астрахань преимущественно из Москвы, Казани, Саратова, реже — Волгограда.
Внутренний водный транспорт в Астрахани не развит. Начиная с 2005 года сеть пригородного речного сообщения Астрахани сокращалась, большая часть речного пассажирского транспорта Астрахани была либо продана в другие города (в основном — в Москву и Санкт-Петербург), либо порезана на чёрный и цветной металлолом. По состоянию на 2018 год в Астрахани работали 4 теплохода типа «Москва»: «Москва-131», «Москва-137» и «Москва-152» задействованы рестораном «Поплавок», «Москва-169» осуществляет регулярные рейсы к Пионерлагерям (в 1 км южнее Растопуловки) и в Яманцуг — по 2 пары 3 раза в неделю в каждом направлении (по понедельникам плавания нет). В 2017 году после удлинения Петровской набережной был открыт новый пригородный причал возле отеля «Азимут», что позволило восстановить движение теплоходов в центр города. В 2017 году началась эксплуатация нового пассажирского судна малого класса «Астраханец-1».

### Военный флот
В состав военно-морского флота в Астрахани входит Каспийская флотилия ВМФ России. Также присутствуют множество торговых, служебных судов. Среди них имеются ледоколы проекта 1105 «Капитан Чечкин». Суммарно было построено 6 ледоколов проекта 1105. Суда строились по заказу из Финляндии, Швеции, России и носили названия в честь выдающихся советских капитанов:
- «Капитан Букаев»
- «Капитан Чадаев»
- «Капитан Крутов»
- «Капитан Зарубин»

## Воздушный транспорт

Аэропорт Астрахань имени Б. М. Кустодиева

Функционирует международный аэропорт Астрахань. Регулярные авиарейсы по состоянию на декабрь 2023 года и март 2024 год:
- Москва (Шереметьево) — Аэрофлот — ежедневно, 2 раза в день
- Москва (Внуково) — Победа — ежедневно, 1 раз в день с 15 января 2024 года по 30 марта 2024 года
- Санкт-Петербург — Победа — 4 раза в неделю по понедельникам, вторникам, четвергам, и субботам с 1 января 2024 года по 6 января 2024 года и с 9 января 2024 года по 30 марта 2024 года
- Сочи — Азимут (авиакомпания) — 2 раза в неделю по вторникам и пятницам 16 января 2024 года по 26 марта 2024 года и 12 января 2024 года по 29 марта 2024 года
- Уфа — Азимут (авиакомпания) — 2 раза в неделю по понедельникам и пятницам с 8 января 2024 года по 25 марта 2024 года и с 15 декабря 2023 года по 22 марта 2024 года
- Минеральные Воды — Азимут (авиакомпания) — 2 раза в неделю по понедельникам и субботам с 8 января 2024 года по 25 марта 2024 года и с 25 ноября 2023 года по 30 марта 2024 года
- Актау — SCAT — 2 раза в неделю по вторникам и воскресеньям с 7 января 2024 года по 26 марта 2024 года
- Казань — ЮВТ Аэро — 1 раз в неделю по воскресеньям 31 декабря 2023 года
- Томск — ЮВТ Аэро — 1 раз в неделю по пятницам с 8 декабря 2023 года по 29 декабря 2023 года

Фотогалерея
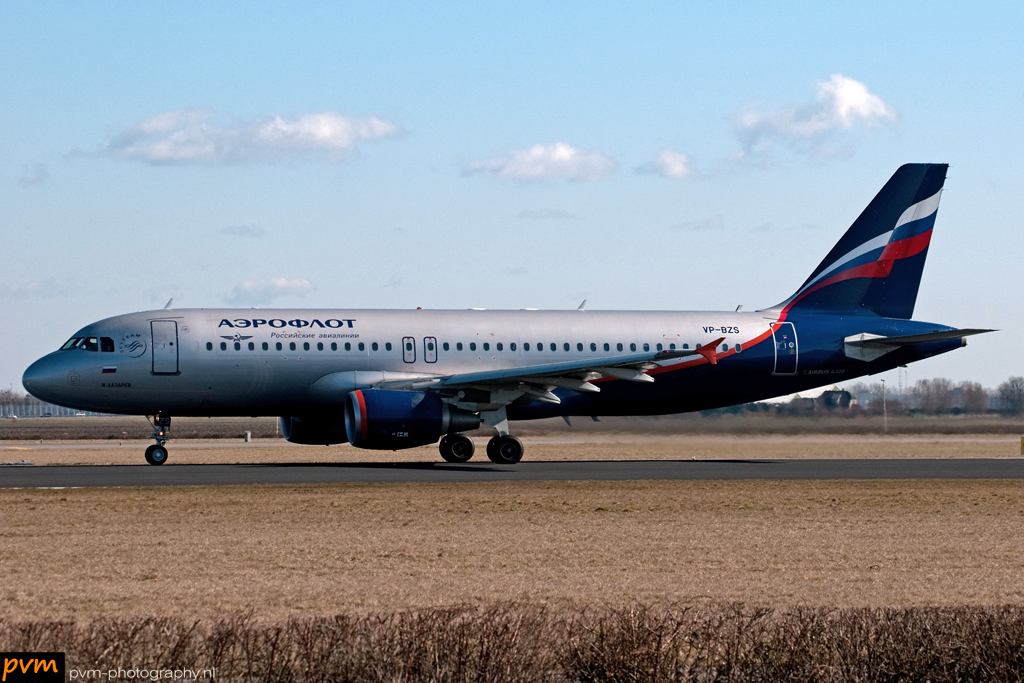
Самолёт Airbus А320 авиакомпании Аэрофлот
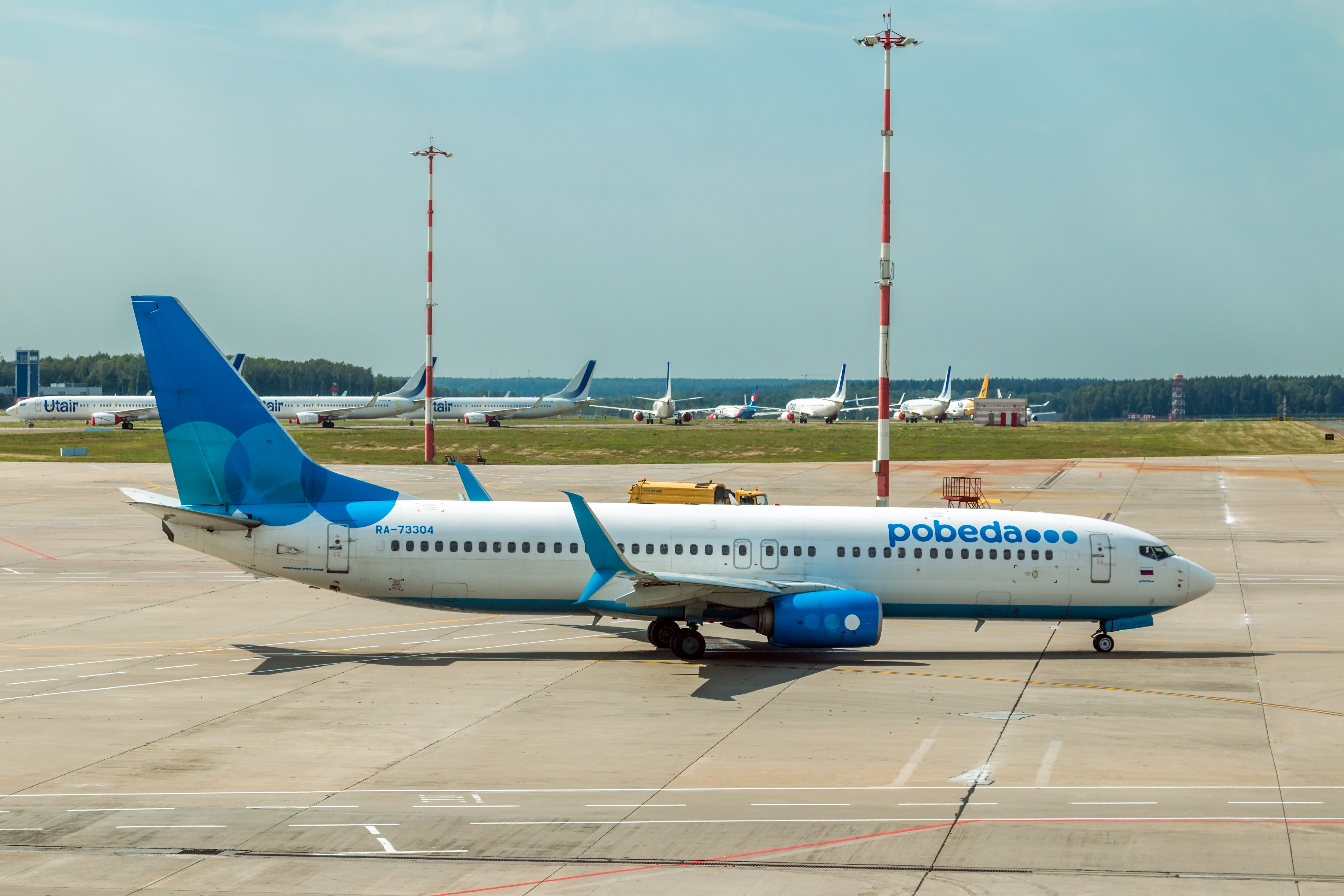
Самолёт Boeing 737-800 авиакомпании Победа
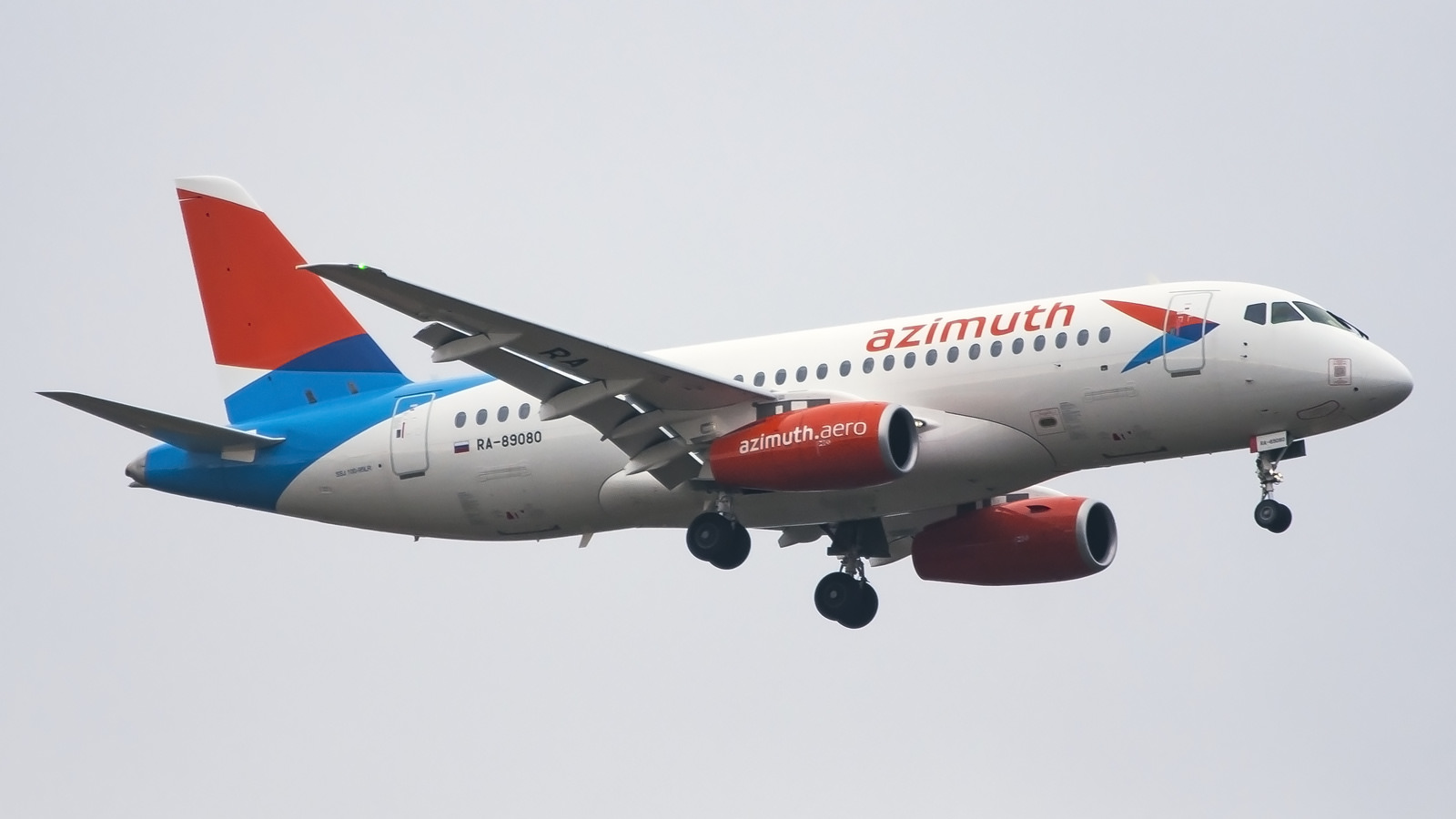
Самолёт Sukhoi Superjet 100 авиакомпании Азимут

## Железнодорожный транспорт

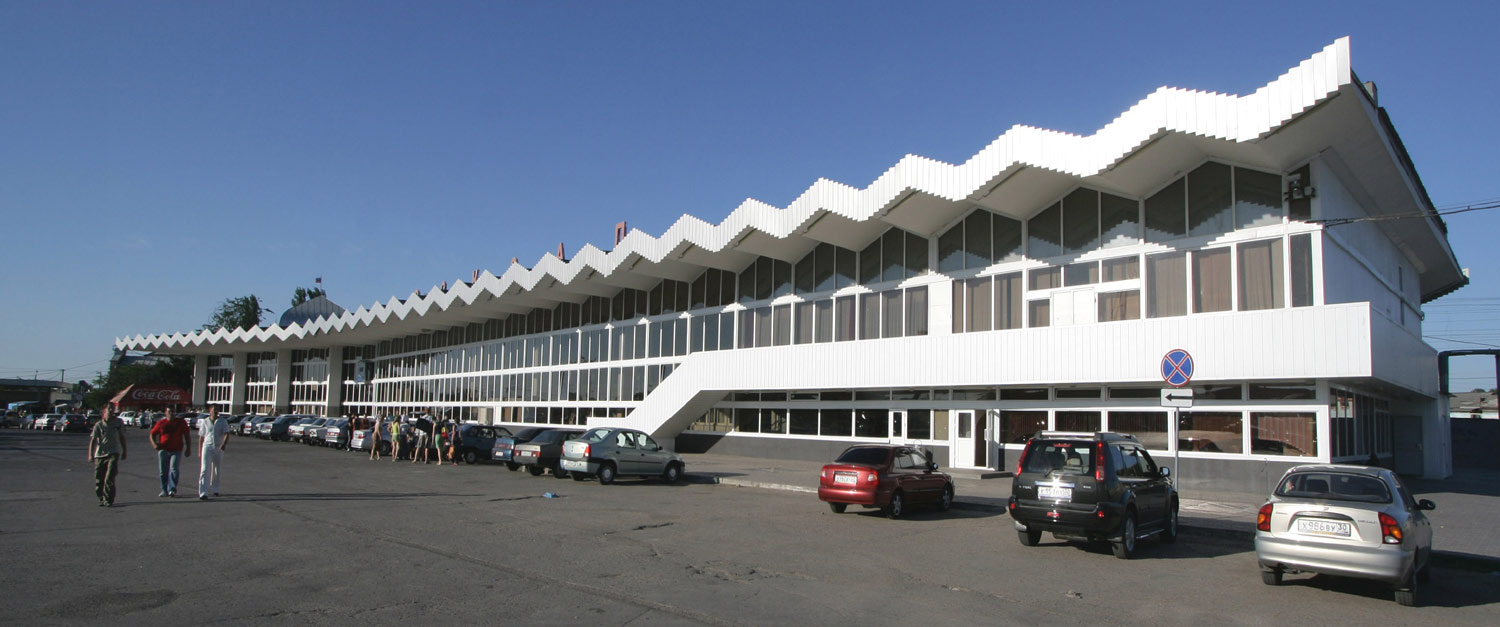
Вокзал железнодорожной станции Астрахань I. 2007 год.

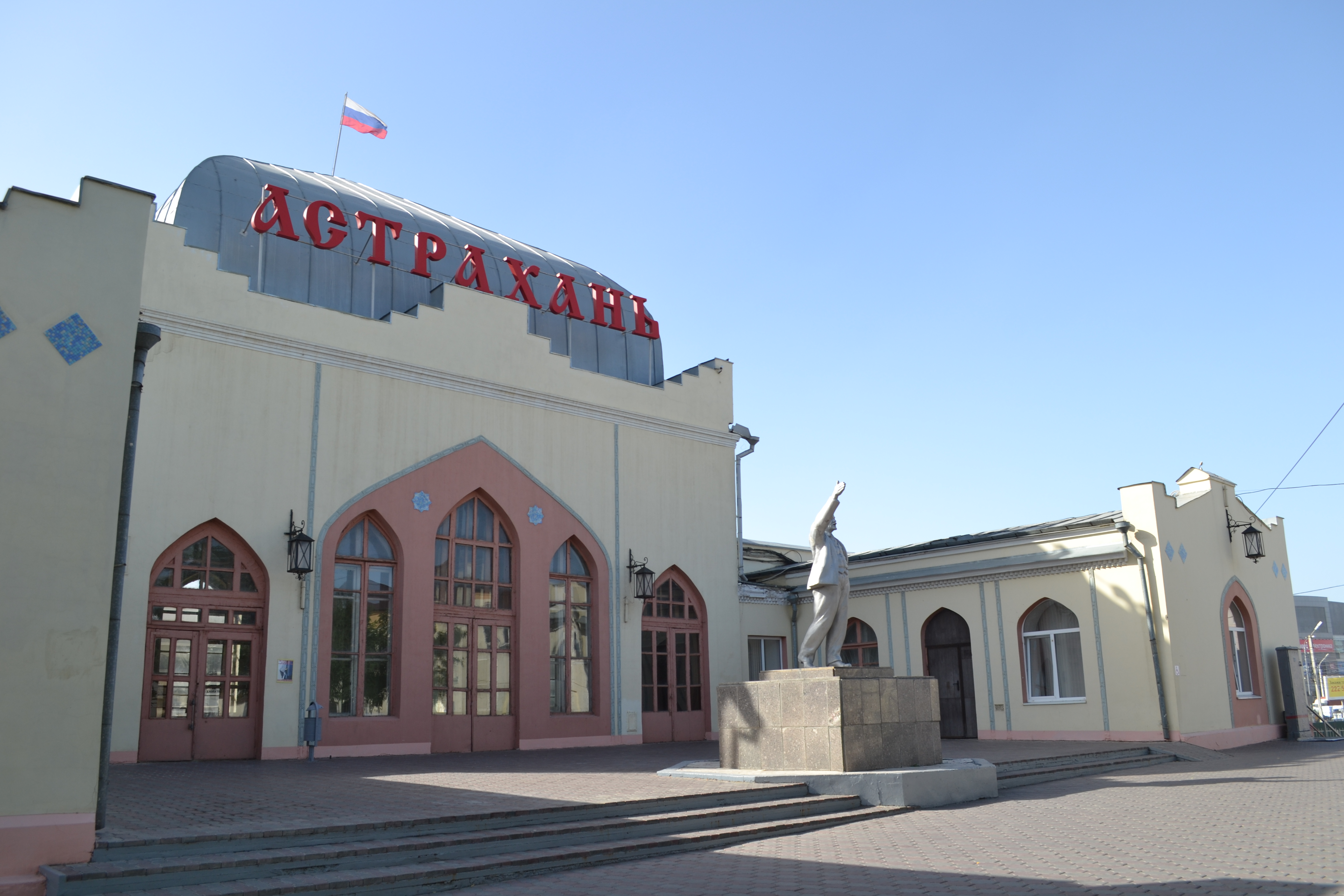
Здание железнодорожного вокзала с памятником В. И. Ленина

Железная дорога в Астрахань пришла в 1909 году. Движение поездов на всём протяжении Астраханской линии от станции Красный Кут до Астрахани было открыто 15 декабря 1909 года.

Станция Астрахань I, главный железнодорожный вокзал Астрахани (на момент открытия принадлежала Рязано-Уральской железной дороге, была построена как тупиковая). 

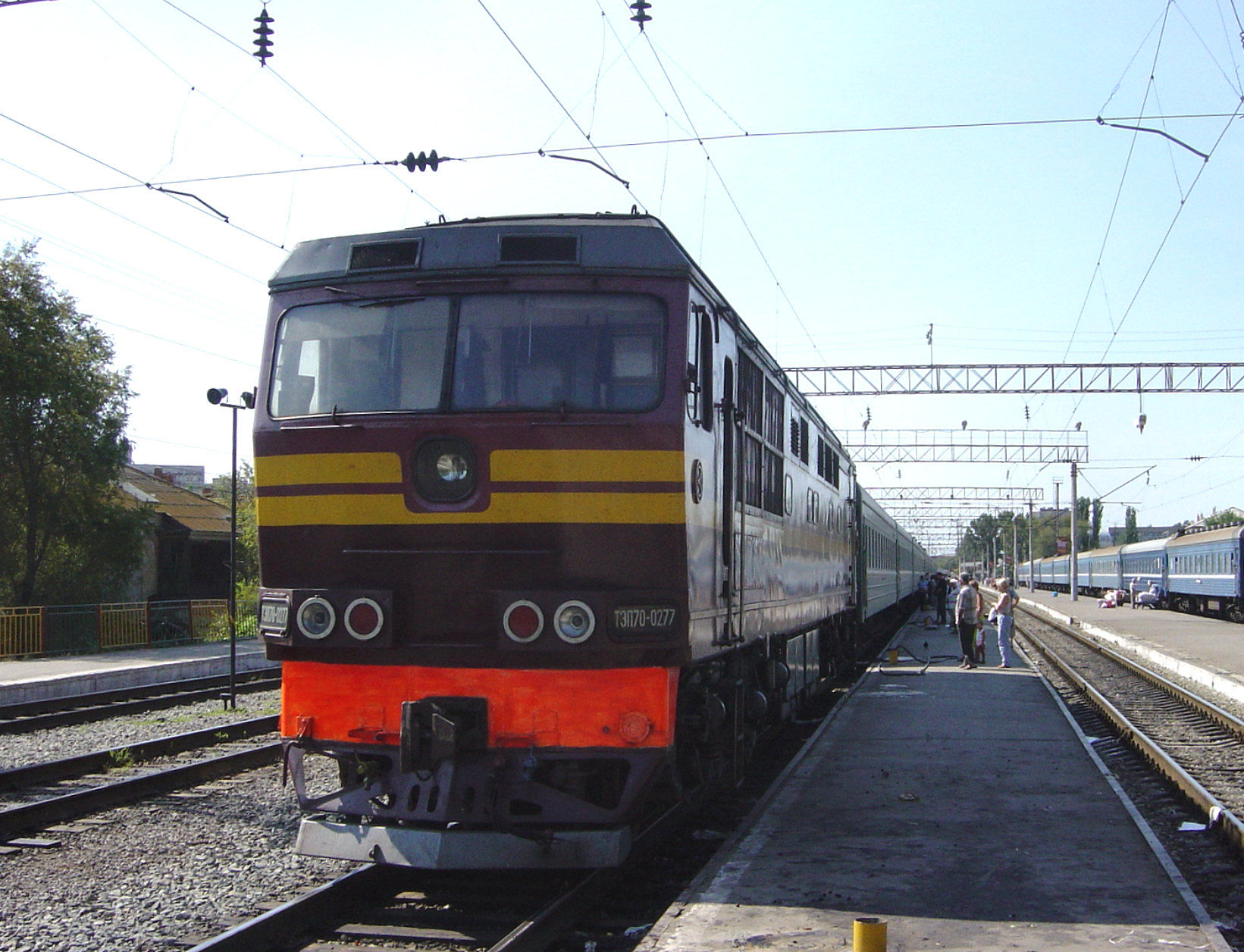
ТЭП70-0277 на станции Астрахань I

 На станции был построен вокзал в мавританском стиле. Первоначально продолжение линии на юг не планировалось. Однако впоследствии, при строительстве в годы Великой Отечественной войны линии Астрахань — Кизляр, пути обогнули вокзал, и из торцевого он стал продольным.
В 1990 году на участке Астрахань — Аксарайская устроена островная электрификация только для электричек, которые возят рабочих из Астрахани на газовый завод.
В черте города Астрахани также находятся следующие станции и остановочные пункты:
- Астрахань II — станция с локомотивным депо и грузовым терминалом.
- Болдинская Пристань — бывшая станция возле пристани в конце ветки от станции Астрахань II (2 км). Преобразована в подъездной путь в промзону на углу улиц Бабаевского и Аксакова.
- Платформа Софьи Перовской. Остановочный пункт, назван по улице Софьи Перовской.
- Юго-Восток 3 — остановочный пункт, расположенный в микрорайоне Юго-Восток 3.
- Кутум — станция, открыта в 1942 году. Является пунктом отправления электропоездов на Аксарайскую и АГПЗ.
- О.п. 422 км («Школа милиции») — малодеятельный остановочный пункт недалеко от Астраханского суворовского военного училища МВД.
- О.п. Мостострой — малодеятельный остановочный пункт на западном подъёме на Старый мост.
- Правый Берег — грузовая станция на улице Нововолжская Станция, на западной окраине Трусовского района, вблизи бывшего ТК «Солянка». Имеются подъездные пути к портовым терминалам в Солянке.
- Новолесная — конечная станция на подъездной ветке от станции Трусово к правобережным грузовым портам Астрахани, расположенная в микрорайоне Новолесное. Начало подъездного пути к заводу «Лотос» в Нариманове. В 1980-х планировалось открытие пассажирского сообщения.

## Общественный внутригородской транспорт

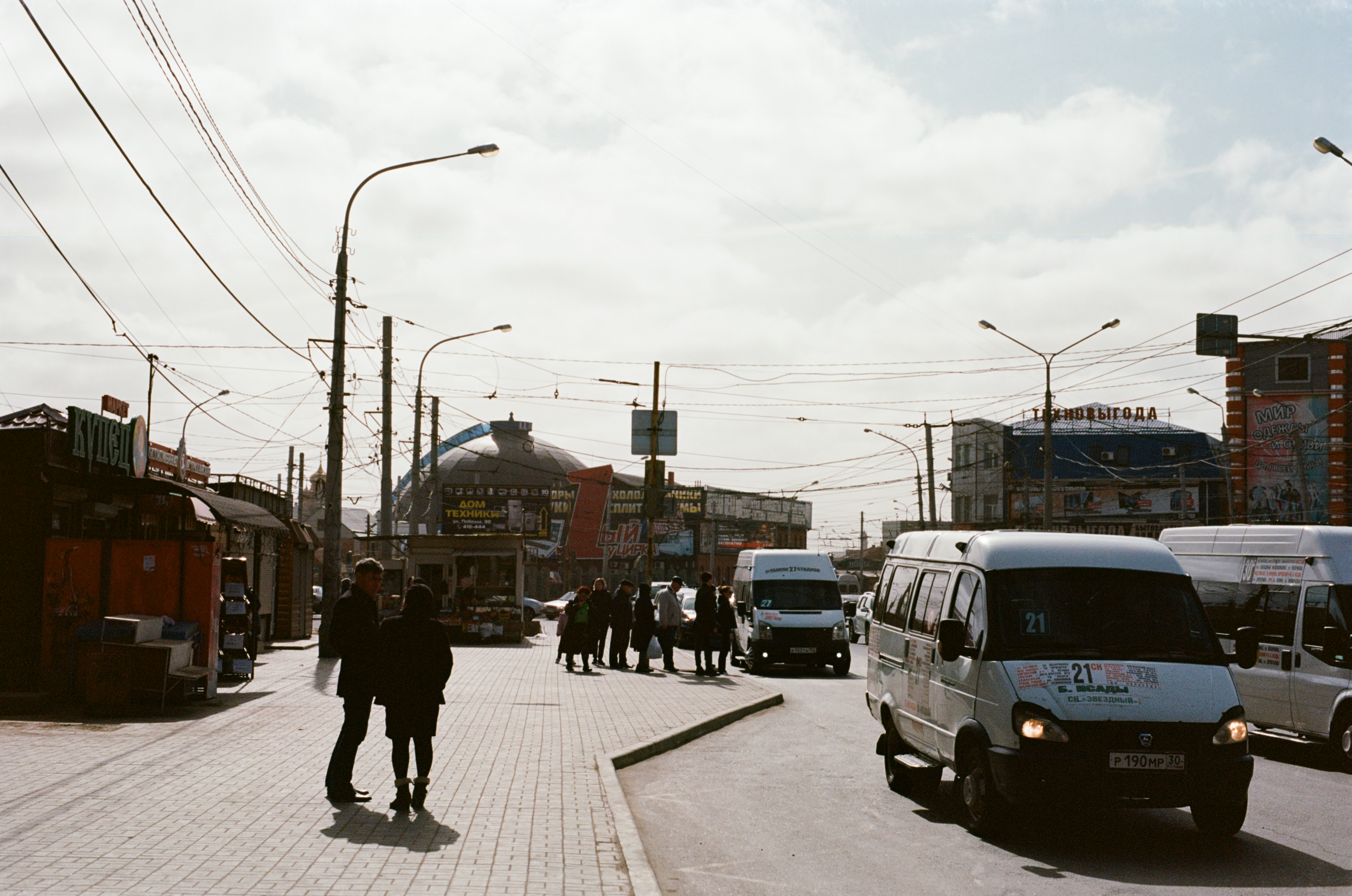
Маршрутные такси на улице Победы. 2020 год.

К концу 2010-х годов в Астрахани полностью исчез муниципальный общественный транспорт: трамвайная система была закрыта ещё 25 июля 2007 года, троллейбусная система — 30 октября 2017 года, примерно тогда же обанкротилось автобусное предприятие ОАО «Астраханьпассажиртранс». Автобусный транспорт остался целиком в руках частных перевозчиков. Большинство подвижного состава составляли автобусы малого класса — «Газель» и подобные; количество машин большой вместимости упало до 1 %, а средний возраст превысил нормы на 70 %. После этого город несколько раз занимал последние места в рейтингах городов России по качеству работы общественного транспорта: отмечался сильный износ маршрутных такси, их неприспособленность для маломобильных пассажиров, отказ перевозчиков обслуживать отдалённые районы и выполнять перевозки по вечерам, отсутствие бесконтактной оплаты проезда, кондиционера, регулируемых тарифов и абонементных проездных билетов.

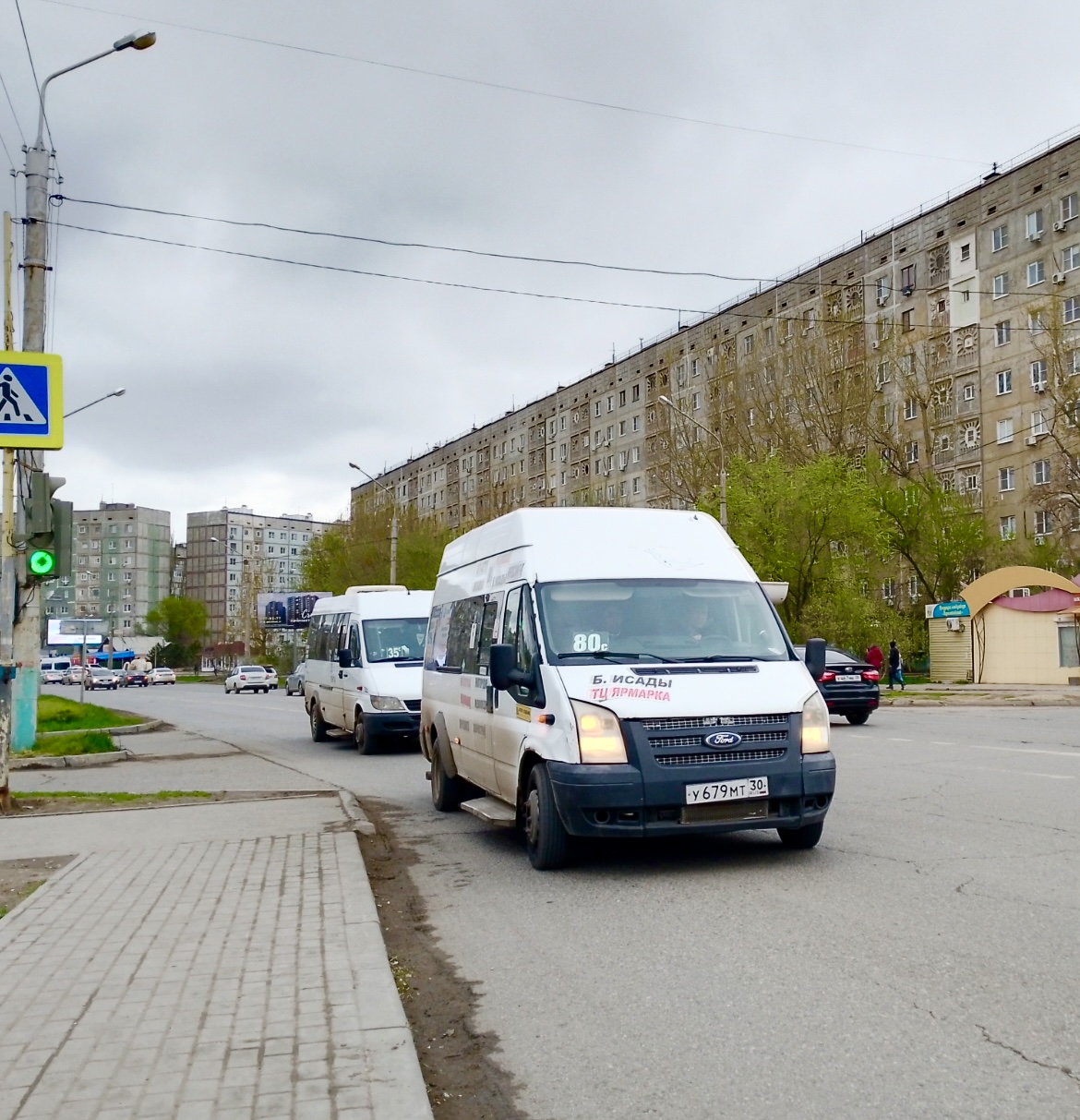
Маршрутки на улице Николая Островского у водного центра Звёздный. Март 2025г.

### Маршруты ООО «Автомиг», г. Астрахань
С 5 апреля 2019 года новое предприятие, ООО «Автомиг», взяло на себя обслуживание автобусов(в настоящее время является банкротом и находится в стадии ликвидации). Стоимость проезда составляла 35 рублей (являлась самым дорогим тарифом среди пассажирских перевозок внутригородского транспорта, так как стоимость в маршрутных такси была 25-30 рублей). С 4 сентября 2023 года снова вернулся проезд по 30 рублей. Автобусы были оборудованы кондиционерами и имели 2 маршрута: 25н и 19н, из них на начало 2024 года в Астрахани остался на линии только единственный автобус 19н данного предприятия.

#### Список маршрутов ООО «Автомиг» (количество 1 маршрут)
- 19н ТЦ «Московский» (набережная 1 Мая) — Школа № 71 (улица Щукина);

### МаршрутыООО «Таксомоторный парк № 20», г. Москва (Национальная транспортная ассоциация, НТА, ранее «Питеравто»)

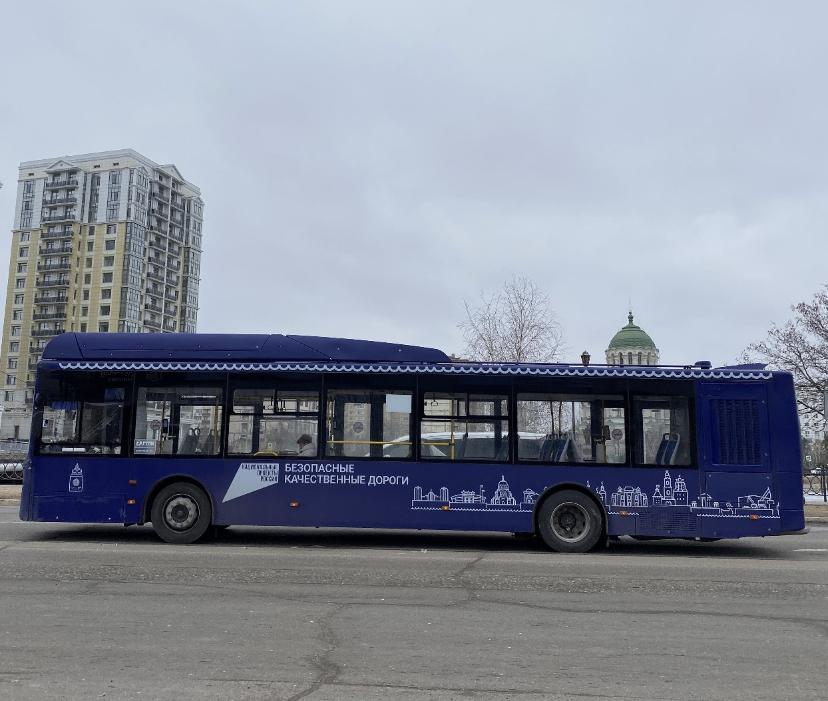
Volgabus-5270.G4 КПГ ООО «Таксомоторный парк № 20» маршрут № М6

В 2022 году в Астрахани была анонсирована транспортная реформа: вместо старых взаимодублирующих маршрутов создаются 48 новых, с перевозчиками заключаются брутто-контракты; в перспективе возможно восстановление электрифицированных линий. Планируется закупка примерно 500 автобусов, в том числе не менее 94 большого класса Volgabus-5270.G4. Для централизованного управления перевозками и сбора платы за проезд создано государственное казённое учреждение «Организатор перевозок Астраханской области».
В январе 2023 года на новые магистральные маршруты с номерами от М1 до М6 поступили низкопольные автобусы большого класса. Стоимость одной поездки и провоза багажа составляет 31 рубль, в январе и феврале 2024 года стоимость проезда останется прежней. Далее ожидается запуск других маршрутов с автобусами средней вместимости, а также реконструкция остановочных пунктов (в 2024 году) и создание на дорогах выделенных полос для общественного транспорта.
Ожидается, что в августе 2023 года прибудет 191 автобус среднего класса Volgabus-4298.G4. В сентябре 2023 года сеть маршрутов была расширена: предприятие также вышло на маршруты № 19н, 28, 30, 45, 53, 63. 6 сентября 2023 года были утверждены новые тарифы на проезд. Появился безлимитный тариф. 27 октября 2023 года были запущены на линию автобусы № 2 в Трусовский район.
Осенью также были озвучены планы по запуску автобусов малого класса, а также запуску новых маршрутов, таких как № 37 и 38. С 1 декабря 2023 года предприятие вышло на маршрут № 57. Ожидается, что маршрут будет обслуживаться автобусами малого класса.
С 5 декабря 2023 года будут запущены 7 автобусов на маршруте № 78. Уже в декабре 2023 года первые 46 маленьких автобусов (ГАЗель City) появятся на маршрутах № 55, 61, 84, 85, 86. 15 декабря 2023 года запускается первый маршрут третьего этапа транспортной реформы — на линию выходят автобусы малого класса. Первым станет маршрут № 55, который соединит Военный городок с Началовским шоссе. До конца декабря также будут запущены ещё четыре маршрута, обслуживаемые новыми автобусами малого класса: № 85 «Ул. Маркина — Сабанс-Яр» — 9 единиц; № 61 «ТЦ „Московский“ — Городское кладбище № 3» — 9 единиц; № 59 «Октябрьская площадь — городское кладбище № 3» — 5 единиц; № 57 «п. Инициативный — ж/д вокзал» — 3 единицы. С 22 декабря 2023 года будут запущены маршруты № 59, 61, 85. С 25 декабря 2023 года на маршрут № 190 вышли 11 автобусов средней вместимости. Маршрут связывает вокзал Астрахани и поселок Начало.
26 января 2024 года в Астрахани запустят сразу три маршрута автобусов малого класса: № 21 «мкр. УВД — ул. Галлея», № 36 «мкр. 3-й Интернационал — пер. Грановский» и № 47 «Ж/д вокзал — Микрорайон пароходства». 30 января 2024 года в Астрахани начали работать два новых маршрута № 54с «Агрофарт — проезд Воробьёва — Агрофарт», № 54к «Тракторная улица — ТЦ Московский». 16 февраля 2024 года на дороги выйдут 19 автобусов малого класса на двух маршрутах: № 86 «Аэропорт — Славянский рынок» (12 машин) и № 84 «переулок Грановский — посёлок Стрелецкое» (7 машин). 20 февраля 2024 года у астраханцев появится возможность воспользоваться рейсами № 9 «Радужный — сквер Ульяновых» (5 автобусов среднего класса) и № 95 «Ж/д вокзал — ул. Березовая» (3 автобуса малого класса).
23 февраля 2024 года на дороги выйдут обновлённые маршруты с автобусами средней вместимости на рейсы № 18 «улица Садовских -ТЦ Добрострой» (12 автобусов), № 90 «улица Садовских — Латышева» (7 автобусов), № 13 «Ж/д вокзал — ПМК № 4» (5 автобусов). 29 февраля 2024 года запустили автобус среднего класса № 10 ТЦ "Три кота — пос. Семиковка (9 автобусов). С 15 марта 2024 года в Астрахани на линию выходят (9 автобусов) автобусы малого класса на маршрут № 19с. С 29 марта 2024 года на маршрут № 43 «ТЦ „Три Кота“ — Автотехсервис (улица Лесная)» выйдут 9 автобусов малого класса.
По маршруту № 52 «Центральный стадион — улица Александрова» будут курсировать 4 автобуса.
5 апреля 2024 года выйдут 11 автобусов малого класса. Как сообщили в региональном Минтрансе, маленькие «Волгобасы» будут курсировать по маршруту № 24 «Школа № 16 (п. Морской)− Ж/д вокзал» с 6.00 до 23.30. 12 апреля 2024 года в Астрахани запускают очередные новые автобусы по маршруту № 4 «пер. Грановский — Центральный стадион — СЗК „Звездный“ — пл. Ленина — пер. Грановский (кольцевой)» выйдут 11 автобусов среднего класса. Обслуживать пассажиров новый транспорт будет с 6:00 до 22:00. 19 апреля 2024 года в областном центре на линию выйдут 10 автобусов среднего класса по маршруту № 116 «Красный мост (Автостанция Большие Исады) — Фунтово-2». Маршрут был продлен по поручению Игоря Бабушкина — в связи с частыми обращениями граждан. Изначально конечной остановкой планировалось сделать «Фунтово-1». Сегодня, 31 мая в Астрахани запущен новый автобусный маршрут № 117, соединивший микрорайон Юность в селе Яксатово Приволжского района с Красным мостом в областном центре. По нему начали курсировать 13 автобусов среднего класса. С 1 января 2025 года проезд в астраханских синих автобусах составляет 45 рублей.

### Список маршрутов ООО «Таксомоторный парк № 20»
| №  | Направление маршрута                                                                           |
| -- | ---------------------------------------------------------------------------------------------- |
| М1 | улица Латышева — Посёлок Советский (9-й переулок, п. Советский, Советский район)               |
| М2 | Бульварная улица (мкр. Бабаевского) — Кубанская улица (Звёздная улица)                         |
| М3 | улица Латышева — Жилгородок (улица Николая Островского)                                        |
| М4 | Жилая улица — ТЦ «Добрострой» (Боевая улица)                                                   |
| М5 | улица Латышева — ТЦ «Добрострой» (Боевая улица)                                                |
| М6 | Больница имени Бехтерева (набережная Приволжского Затона) — Кафе Ромашка (проспект Бумажников) |

| №   | Направление маршрута |
| --- | --- |
| 2   | Ростовский переулок (мкр. 3-й Интернационал, Трусовский район) — ТЦ «Московский» (набережная 1 Мая)                                                                      |
| 4   | Грановский переулок — Грановский переулок (мкр. Военный городок, Трусовский район)                                                                                       |
| 9   | Радужный — Сквер Ульяновых — Радужный; кольцевой |
| 10  | ТЦ «Три кота» — п. Семиковка (Фунтовское шоссе, Советский район) |
| 13  | Ж/д вокзал (Вокзальная площадь, 20Б) — Техсервис (Лесная улица) |
| 18  | улица Садовских — ТЦ «Добрострой» (Боевая улица) |
| 19н | ТЦ «Московский» (набережная 1 Мая) — Школа № 71 (улица Щукина, п. Свободный)                                                                                             |
| 28  | СЗК Звёздный — СЗК Звёздный (улица Николая Островского); кольцевой |
| 30  | Сквер Ульяновых (Адмиралтейская улица) — СМП-726 (Энергетическая улица, мкр. Бабаевского)                                                                                |
| 37  | п. Кири-Кили (Краматорская улица) — мкр. Куликова (улица Куликова) |
| 38  | Тинаки-2 — Сквер Ульяновых (Адмиралтейская улица) |
| 45  | Мясокомбинат (улица Яблочкова) — Аэропорт |
| 53  | Центральный стадион (улица Савушкина / улица Латышева) —п. Садовый (Болдинская улица)                                                                                    |
| 54К | Тракторная улица (9-й переулок, п. Советский, Советский район) — ТЦ «Маяк» (Бакинская улица) — Тракторная улица (9-й переулок, п. Советский, Советский район); кольцевой |
| 54С | «Агрофарт» (Дорожная улица, 10А, с. Карагали) — проезд Воробьёва — «Агрофарт» (Дорожная улица, 10А, с. Карагали); кольцевой                                              |
| 63  | Грановский переулок — Грановский переулок (мкр. Военный городок, Трусовский район)                                                                                       |
| 78  | улица Латышева — п. Семиковка (Фунтовское шоссе, Советский район) |
| 90  | улица Садовских — улица Латышева |
| 116 | Красный мост (Автостанция Большие Исады, улица Софьи Перовской, 2А) — Фунтово-2(Приволжский район, 1 Мая улица)                                                          |
| 117 | мкр. Юность (с. Яксатово, Приволжский район, Камызякское шоссе, 15) — Красный мост (Автостанция Большие Исады, улица Софьи Перовской, 2А)                                |
| 190 | Ж/д вокзал (Вокзальная площадь, 20Б) — п. Начало (Набережная улица) |

| №   | Направление маршрута |
| --- | --- |
| 19с | Центральный стадион (улица Латышева/улица Савушкина) — Карагалинская улица (п. Янго-Аул)                                                                   |
| 21  | Детская больница им. Селищевой (улица Галлея) — мкр. УВД (Фунтовское шоссе, п. Семиковка)                                                                  |
| 24  | Ж/д вокзал (улица Анри Барбюса) — Школа № 16 (п. Морской)(переулок Лобачевского) — Школа № 16 (конечная, рп. Ильинка), (Молодёжная улица Трусовский район) |
| 36  | Ростовский переулок (мкр. 3-й Интернационал) — Грановский переулок (мкр. Военный городок, Трусовский район)                                                |
| 43  | ТЦ «Три Кота» (Минусинская улица, 8) — Автотехсервис (Лесная улица)                                                                                        |
| 47  | Ж/д вокзал (Вокзальная пл., 20Б) — Микрорайон пароходства (улица Николая Ветошникова / улица Водников, мкр. Завод им. 10-летия Октября, Трусовский район)  |
| 52  | Центральный стадион(улица Савушкина/Латышева) — улица Александрова                                                                                         |
| 55  | Лукомский мост (Началовское шоссе) — Грановский переулок (мкр. Военный городок, Трусовский район)                                                          |
| 57  | п. Инициативный (Загородная улица) — ж/д вокзал (Вокзальная площадь, 20Б)                                                                                  |
| 59  | Площадь Октябрьская (улица Фиолетова) — Городское кладбище № 3 (Весенняя улица, Трусовский район)                                                          |
| 61  | ТЦ «Московский» (набережная 1 Мая) — Городское кладбище № 3 (Весенняя улица, Трусовский район)                                                             |
| 84  | Грановский переулок (мкр. Военный городок, Трусовский район) — с. Стрелецкое                                                                               |
| 85  | улица Маркина — п. Сабанс-Яр (район Астраханского агротехнического техникума)                                                                              |
| 86  | Аэропорт Астрахань — Славянский рынок(Славянская улица/Рыбинская улица, 25а)                                                                               |
| 95  | Берёзовая улица — ж/д вокзал (Вокзальная пл., 20Б) |

## Введение выделенных полос для общественного транспорта
С 3 декабря 2024 года официально были введены выделенные полосы для общественного транспорта:
- ул. Победы (от ул. Анри Барбюса до ул. Свердлова);

- ул. Анри Барбюса (от ул. Савушкина до ул. Академика Королева);

- ул. Савушкина (от ул. Латышева до ул. Академика Королева);

- ул. Бабаевского (от ул. Жилая до ул. Автозаправочная);

- ул. Богдана Хмельницкого (от ул. Боевая до ул.1-я Контрольная в оба направления);

- ул. Яблочкова (от ул. Авиационная до ул. Анри Барбюса);

- ул. Яблочкова (от АЗС «Полиизол» до ул. Авиационная в направлении к ул. Авиационная);
- ул. Соликамская (от ул. Березовая до ул. Староверова по направлению в сторону ул. Яблочкова)[40].